# Nematomystes
Nematomystes ist eine Gattung der Spulwürmer mit zwei Arten. Es sind Parasiten bei Wühlern in Südamerika.

## Merkmale
Charakteristische Merkmale der Gattung sind, dass die drei Lippen seitliche Ausläufer besitzen und der Raum zwischen den Lippen durch V-förmige Kutikulaerweiterungen bedeckt ist.

## Systematik
Hodda (2022) ordnet Nematomystes und die anderen vier Gattungen der Aspidoderinae in die Tribus Aspidoderini mit der einzigen Untertribus Aspidoderinii ein. Man unterscheidet folgende Arten:
- Nematomystes rodentiphilus Sutton, Chabaud & Durette-Desset, 1980: Wirt: Oxymycterus misionalis
- Nematomystes scapteromi (Ganzorig, Oku, Okamoto, Malgor & Kamiya, 1999) Jiménez-Ruiz & Gardner, 2003: Wirt Scapteromys